# بخش وین (شهرستان آدامز، اوهایو)
بخش وین (به انگلیسی: Wayne Township) یک منطقهٔ مسکونی در ایالات متحده آمریکا است که در شهرستان آدامز، اوهایو واقع شده‌است.
 بخش وین ۷۲٫۷ کیلومتر مربع مساحت و ۱٬۳۰۴ نفر جمعیت دارد و ۲۸۵ متر بالاتر از سطح دریا واقع شده‌است.